# Hisar (stad)
Hisar is een nagar panchayat (plaats) in het district Hisar van de Indiase staat Haryana. 

## Demografie
Volgens de Indiase volkstelling van 2001 wonen er 256.810 mensen in Hisar, waarvan 55% mannelijk en 45% vrouwelijk is. De plaats heeft een alfabetiseringsgraad van 71%. 